# 桜橋 (岡山市)
桜橋（さくらばし）は、岡山県岡山市北区と中区の境目に流れる、旭川にかかる橋である。また、その南東（中区側）に広がる町丁の名でもある。

## 橋
岡山市北区舟橋町・船頭町から、中区さくら住座・桜橋二丁目の間に架かるゲルバー式鋼鉄橋である。幅9m、長さ225m、片側1車線の橋である。両端には歩行者が通るスペースもあるが広くなく、通勤時に車や対向者、特に自転車とすれ違う時は非常に危険な場合がある。桜橋から旭川大橋までの間は距離があり1本も橋が架かっていないため、平日朝夕のラッシュ時は、橋の東詰めには右折レーンが設けられていないということもあり大変混雑する。

## 町丁
南西から時計回りに1丁目〜4丁目がある。郵便番号703-8285（岡山東郵便局管区）。西と南西は旭川に面す。1978年（昭和53年）に岡山市網浜から分離された。

### 小・中学校の学区
公立の小・中学校に通学する場合、学区は次のように指定されている 。
| 地域       | 小学校     | 中学校     |
| ---------- | ---------- | ---------- |
| 桜橋一丁目 | 旭東小学校 | 東山中学校 |
| 桜橋二丁目 | 旭東小学校 | 東山中学校 |
| 桜橋三丁目 | 旭東小学校 | 東山中学校 |
| 桜橋四丁目 | 旭東小学校 | 東山中学校 |

## 周辺
- 新京橋
- 岡山電気軌道清輝橋線
- 岡山県道45号岡山玉野線
- 岡山県道213号福島橋本線
- 岡山ガス本社
- 岡山市立東山中学校